# Trnava (Užice)
Pour les articles homonymes, voir Trnava (homonymie).
Trnava (en serbe cyrillique : Трнава) est un village de Serbie situé sur le territoire de la ville d'Užice, district de Zlatibor. Au recensement de 2011, il comptait 378 habitants.
Tadija Kostić (1863-1927), prêtre, écrivain et journaliste est né à Trnava.

## Démographie
| 1948 | 1953 | 1961 | 1971 | 1981 | 1991 | 2002 | 2011 |
| ---- | ---- | ---- | ---- | ---- | ---- | ---- | ---- |
| 953  | 930  | 840  | 731  | 642  | 506  | 463  | 378  |

|  |